# Hr.Ms. MTB 433 (1942)
De Hr.Ms. MTB 433 was een Nederlandse motorkanonneerboot en was onderdeel van het 2de MTB-flottielje van de Nederlandse motortorpedobootdienst. Ander schepen van dit flottielje waren de MTB 418, MTB 432, MTB 436 en MTB 437. In tegenstelling tot de schepen van het 9de MTB-flottielje kregen de schepen van het 2de MTB-flottielje geen namen van roofvogels. De waarschijnlijke oorzaak hiervan is dat voor het aanduiden van de schepen van het 9de flottielje alleen de naamseinen werden gebruikt.

## Tijdens de Tweede Wereldoorlog
De MTB 433 werd in 1942 ter vervanging van de TM 51 als MGB 114 aangeschaft door de Nederlandse marine en was daarmee het eerste schip van het uiteindelijke 2de MTB-flottielje dat in Nederlandse dienst kwam. De MGB 114 maakte deel uit van het 9de MGB-flottielje. Toen het plan gemaakt werd de MGB's van het 9de MTB-flottielje om te bouwen tot MTB's moest de MGB 114 tot MGB 433 hernoemd worden omdat er al een MTB 114 was. Volgens Bezemer heeft de ombouw tot MTB nooit plaatsgevonden. Mark daarentegen schrijft dat de ombouw wel heeft plaatsgevonden.
Op 17 april 1943 wist de MGB 114 onder commando van de ltz 2 W.A. de Looze op korte afstand van de pier van Boulogne, de Britse bemanning van een vlak voor de Franse kust neergeschoten bommenwerper, in hun rubberbootje te redden.

## Na de Tweede Wereldoorlog
Op 6 november 1945 werd de MTB 433 uit dienst gesteld om op 20 april 1948 op nieuw in dienst te worden gesteld als torpedovolgboot RJ 2 bij de onderzeedienst. Later kreeg het schip de naam Jachthond en werd het uitgerust met 2 × 20mm-mitrailleurs. In 1953 werd het schip dat inmiddels onder het naamsein A 964 voer geherclassificeerd als patrouilleschip met het naamsein P 884. Twee jaar later werd het schip definitief uit dienst gesteld.